# A.H.-Heineken-Preis für Kunst
Der A.H.-Heineken-Preis für Kunst ist ein seit 1988 alle zwei Jahre von der Königlich-Niederländischen Akademie der Wissenschaften vergebene Kunstpreis für Künstler, die in den Niederlanden leben und arbeiten.
Der Preis war ab 1994 zunächst mit 50.000 Gulden dotiert, ab 1996 mit 100.000 Gulden. Seit 2002 erhalten die Preisträger 50.000 Euro. Der Preis 2018 ist zusätzlich mit weiteren 50.000 Euro für eine Ausstellung oder Veröffentlichung dotiert.

## Preisträger
- 1988 Toon Verhoef
- 1990 Marrie Bot
- 1992 Carel Visser
- 1994 Matthijs Röling
- 1996 Karel Martens
- 1998 Jan van de Pavert
- 2000 Guido Geelen
- 2002 Aernout Mik
- 2004 Daan van Golden
- 2006 Job Koelewijn
- 2008 Barbara Visser
- 2010 Mark Manders
- 2012 Peter Struycken
- 2014 Wendelien van Oldenborgh
- 2016 Yvonne Dröge Wendel
- 2018 Erik van Lieshout
- 2020 Ansuya Blom
- 2022 Remy Jungerman